# Écran bleu de la mort
Pour les articles homonymes, voir BSD.

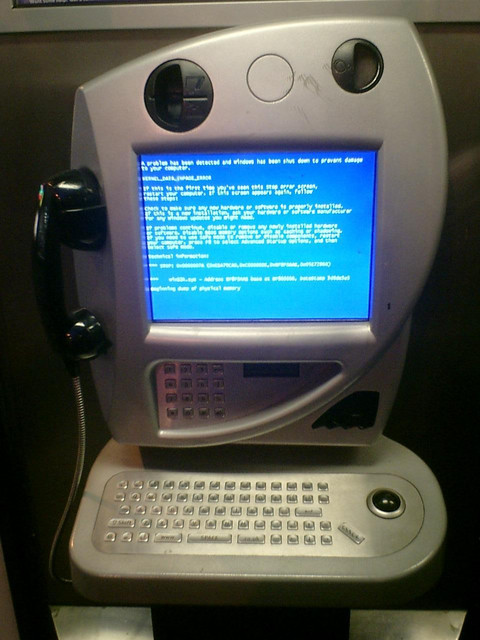
Un « écran bleu de la mort »,
sur une borne interactive téléphonique publique tournant sous Microsoft Windows.

L’« écran bleu de la mort » (de l'anglais Blue Screen of Death, abrégé en BSoD) est le surnom du message d'erreur affiché sur un écran d'ordinateur par le système d'exploitation Microsoft Windows lorsque celui-ci ne parvient pas à récupérer d'une erreur du système, ou lorsqu'il arrive à un point critique d’une erreur fatale.
Depuis la version 2.0 de Windows, les écrans bleus de la mort ont toujours été présents, sous une forme ou sous une autre, dans le système d'exploitation de Microsoft. Ils sont devenus au fil des années un sujet quasi-récurrent de ce système d’exploitation (mais il arrive aussi à ses concurrents ou sur d'autres supports, comme les consoles de jeu), mais aussi une source de désagrément pour les utilisateurs et de raillerie pour ses concurrents.
Le BSoD a eu beaucoup d'impacts, en particulier pour les entreprises, lors de la panne informatique mondiale qui a été causée le 19 juillet 2024 par le logiciel de cybersécurité Falcon Sensor de l'entreprise CrowdStrike.

## Fonctionnement
Un écran bleu de la mort est un écran indiquant que le système d'exploitation a rencontré un problème, le faisant planter. Cela peut être provoqué :
- soit par le système d'exploitation lui-même ;
- soit par une application tierce utilisant des paramètres ou des API du système d'exploitation. Il y a alors une exception non gérée qui provoque un plantage du système[1].

## Historique

### Présentation de Windows 98
Le 20 avril 1998, lors de la présentation à la presse de Windows 98 à la conférence COMDEX, le PDG de Microsoft, Bill Gates, souhaite souligner la facilité d'usage du système d'exploitation et le support amélioré du Plug-and-Play (PnP), une des avancées majeures pour Windows. Toutefois, lorsque son assistant Chris Capossela branche un scanner et essaie de l'installer, le système d'exploitation plante en affichant un écran bleu de la mort.
Après les applaudissements et les acclamations de l'auditoire, Bill Gates déclara : « Ce doit être la raison pour laquelle nous ne commercialisons pas encore Windows 98 ». La vidéo de cet événement devint un phénomène Internet populaire.

### Cyberattaque NotPetya de 2017
Lors de la cyberattaque mondiale provoquée par l'apparition du ransomware NotPetya, survenue le 27 juin 2017, le fait d'exécuter le fichier exécutable corrompu petya.exe sur les PC Windows non protégés par le correctif de sécurité de mars 2017 provoquait pendant quelques secondes l'affichage d'un écran bleu de la mort, avant le blocage de la machine infectée. Cependant, cet écran bleu affichait juste une ligne disant « The transport has determined than the current system is down » (en français, « Le transport a déterminé que le système distant est hors service »)[réf. nécessaire] (sur Windows XP, Vista et 7 uniquement).

### BSoD liés aux mises à jour de Windows

#### Mises à jour mineures
En août 2014, les mises à jour de Windows 7 et 8.1 provoquent des bugs dont un pouvant conduire à un écran bleu de la mort, amenant Microsoft à les retirer et à recommander à ses utilisateurs de les désinstaller.
Microsoft a admis que sa mise à jour cumulative KB4467682 avait provoqué un plantage important de Windows 10 sur certains appareils. Certains utilisateurs ont été victimes d’un crash fatal du système. Le Surface Book 2 faisait partie des nombreux appareils touchés. Depuis la mise à jour d’avril 2018, certaines machines plantent complètement. Le système est victime d’un crash et l'écran bleu de la mort apparaît, signifiant qu'il faut alors procéder à une restauration du système. À la suite de la découverte du problème, Microsoft a tout simplement conseillé aux utilisateurs de désinstaller le correctif en question, dans l'attente d'un futur patch qui permettra de résoudre le problème.
Le 29 janvier 2020, Microsoft diffuse la mise à jour facultative KB4532695 pour Windows 10 (versions 1903 et 1909), visant à améliorer la stabilité du système. Cependant, de nombreux problèmes sont relevés par certains utilisateurs, dont un beaucoup plus grave pouvant mener à l'apparition d'un écran bleu de la mort sur certaines configurations. Le 3 mars 2020, soit quelques mois avant la sortie de la version 2004 de Windows 10, une autre mise à jour facultative pour ces mêmes versions (KB4535996) cause les mêmes problèmes.
Le 10 mars 2021, lors du déploiement du Patch Tuesday, Microsoft pousse la mise à jour mensuelle du mois de mars, mais un écran bleu de la mort avec le code d'erreur APC_INDEX_MISMATCH (causé par le fichier win32kfull.sys) peut survenir lorsque l'utilisateur s'apprête à utiliser une imprimante pour imprimer un document. Le bug en question a été réglé au travers d'une nouvelle mise à jour.
Au mois de septembre 2024, Microsoft a déployé la mise à jour facultative KB5043145 pour Windows 11, mais cette dernière a provoqué de nombreux bugs, tels que l'impossibilité d'utiliser le clavier et la souris, des problèmes de connexion Wi-Fi, ou encore des écrans bleus ou verts de la mort. Face à ces problèmes rencontrés par les utilisateurs, la mise à jour a été suspendue dans l'attente d'un correctif.

#### Mises à jour majeures
Le 10 avril 2018, alors que la mise à jour bisannuelle de Windows 10 (« April 2018 Update ») commence à être déployée, Microsoft détecte un bug de grande ampleur touchant certains utilisateurs l'ayant installée, conduisant à un écran bleu de la mort. Le bug occasionnera le report de la sortie de la mise à jour, avant d'être corrigé dans la version no 17134 (software build (en)) qui succéde à la no 17133, cette dernière étant censée être la version release to manufacturing (RTM), c'est-à-dire la version finale de la mise à jour. La nouvelle version arrive finalement le 8 mai 2018, après quelques tests supplémentaires auprès des Windows Insiders, les bêta-testeurs du système.
Le même problème survient avec le Patch Tuesday du mois d'octobre 2018, arrivé au même moment que la mise à jour « October 2018 Update » de Windows 10. Un correctif déployé à partir du 9 octobre génère des écrans bleus de la mort sur des PC de la marque HP. Ce problème, corrigé par Microsoft le 15 octobre 2018, touchait les propriétaires d'ordinateurs de la marque HP qui les rendaient inutilisables au démarrage du système.
Pendant le déploiement de Windows 10 « October 2018 Update » (build no 1809), des problèmes multiples surviennent comme la suppression non désirée de fichiers (bug dû à la redirection des dossiers du logiciel OneDrive, intégré au système). Pour cette raison, Microsoft interrompt la mise à jour d'octobre pour la reporter jusqu'au début du mois de janvier 2019.

### Panne informatique mondiale du 19 juillet 2024
Le 19 juillet 2024, Windows a été victime d'une gigantesque panne informatique mondiale qui a été causée par une mise à jour défectueuse du logiciel de cybersécurité Falcon Sensor de l'entreprise CrowdStrike, qui a été déployée la veille de la panne, vers 19 heures,. Cette mise à jour a provoqué des défaillances importantes telles que des écrans bleus en boucle sur les systèmes Windows 10 et 11, empêchant le démarrage des ordinateurs sur lesquels Falcon Sensor a été installé. Certains systèmes ont eu soit le BSOD, soit un écran bleu indiquant que Windows n'a pas pu démarrer correctement et proposant à l'utilisateur de redémarrer son ordinateur ou d'aller sur l'environnement de récupération de Windows (WinRE) pour tenter de le réinitialiser. En raison de cette panne, de nombreux secteurs, tels que les secteurs des médias, du divertissement, des télécommunications, des services postaux et des transports (en particulier les aéroports et les compagnies aériennes), ainsi que les entreprises, ont été très perturbés partout dans le monde. La mise à jour en question a rapidement été corrigée par Microsoft et CrowdStrike, qui ont confirmé par la suite que cette panne a touché 8,5 millions d'ordinateurs, soit moins de 1 % des PC sous Windows dans le monde.

## Types d'écrans bleus de la mort selon les versions de Windows

### Deux types d'écrans bleus de la mort
Windows a deux types d’écrans d’erreur : un « arrêt d'urgence » (comme décrit dans les manuels de Windows XP) et le véritable « écran bleu de la mort », qui a une signification d’erreur plus sérieuse que la première.

### Windows 1.0/2.0

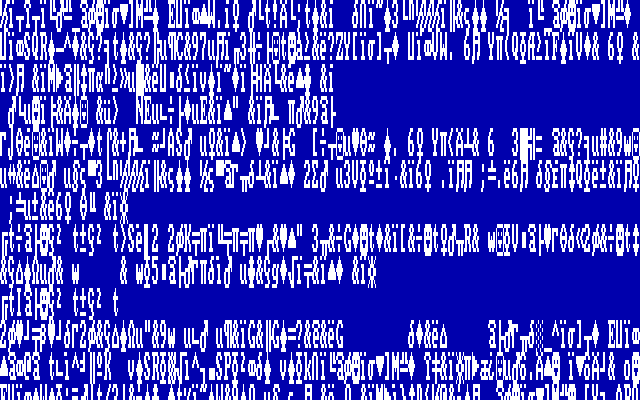
Écran bleu de la mort sous Windows 1.0 et 2.0.

L'écran bleu de la mort de Windows 1.0 et 2.0 ne donnait pas de raison claire à l'utilisateur lors de son apparition : il s'agissait d'un mélange de caractères alphanumériques et non alphabétiques.
Les raisons de l'écran bleu sous Windows 1.0 peuvent être les suivantes :
- la version du DOS est incorrecte (trop ancienne ou trop récente) ;
- des composants corrompus et qui sont inférieurs aux minimums conseillés par Microsoft.

Il a terrifié de nombreux utilisateurs, notamment car il signifiait la mort pure et simple du système (et donc l'obligation de le réinstaller en entier via les disquettes d'installation, ce qui équivalait à des heures de patience, et une angoisse si la disquette « plantait »).

### Windows 3.0/3.1/9x/Me

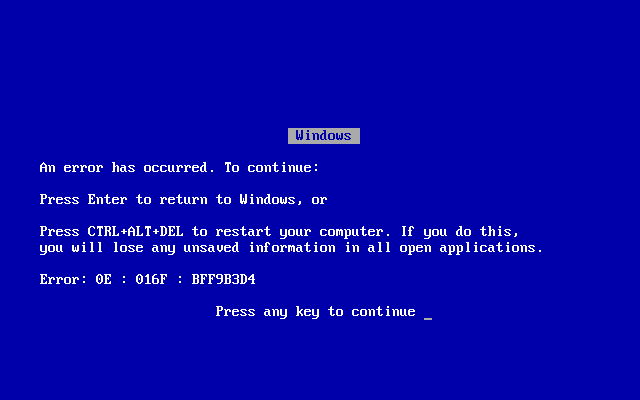
Écran bleu de la mort sous Windows 9x/Me.

L’écran bleu le moins critique mais le plus courant survient avec les systèmes d’exploitation Windows 3.0/3.1, ceux issus de la famille Windows 9x et la version Millennium Edition (Windows Me). Dans ces systèmes d’exploitation, le BSoD est le principal chemin pour afficher les rapports d’erreur VxD à destination de l’utilisateur. En interne, on s'y référait par le code _VWIN32_FaultPopup. Il se présentait sous la forme d’un écran bleu affichant des informations sur l’erreur produite.
Un BSoD sous Windows 9x/Me donne à l’utilisateur la faculté de redémarrer le système ou de continuer, mais VxD n’affiche pas de BSoD de façon fantaisiste. L’erreur survenue ne pouvant être rarement résolue ainsi, il est donc recommandé de redémarrer la machine, car le fait d'utiliser l'ordinateur après un BSoD est souvent aléatoire, voire impossible.
La cause la plus fréquente de BSoD était généralement due à une incompatibilité de version de bibliothèque logicielle (DLLs), qui a été surnommée l’« enfer des DLL » (en anglais DLL Hell). Windows charge ces bibliothèques en mémoire lorsqu’elles sont requises par une application. Si les versions ont changé, lors du prochain chargement par l’application, la version attendue n’est pas celle qui doit être chargée. Ce genre d’incompatibilité augmente avec le nombre de nouvelles applications installées, c’est pourquoi une copie de Windows nouvellement installée sera plus stable qu’une « ancienne ».
Avec Windows 3.1, 95 et 98, un écran bleu de la mort survenait lorsque le système tentait d’accéder au fichier situé à l'adresse c:\con\con. Cette ligne est parfois insérée dans des pages web, dans le but de faire planter les machines tournant avec ces anciens systèmes d’exploitation. Ce même écran pouvait également apparaître sur les systèmes Windows 9x et Me lorsqu’un utilisateur éjectait une disquette ou un CD/DVD en cours de lecture.
Dans les deux cas, ces bugs ont été corrigés par Microsoft.

### Windows XP/2000/NT/Vista/7

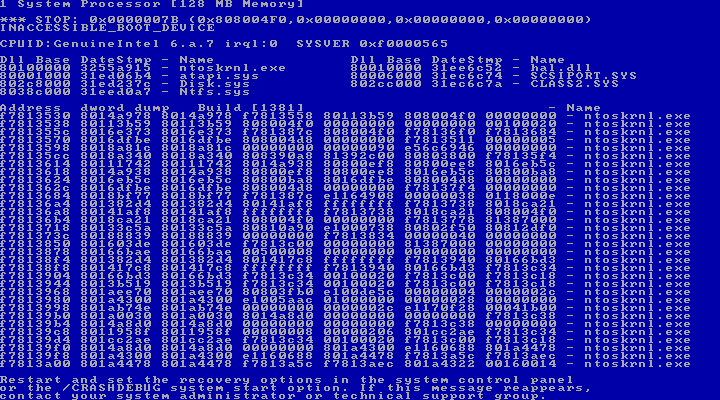
Écran bleu de la mort sous Windows NT (3.0 à 5.0).

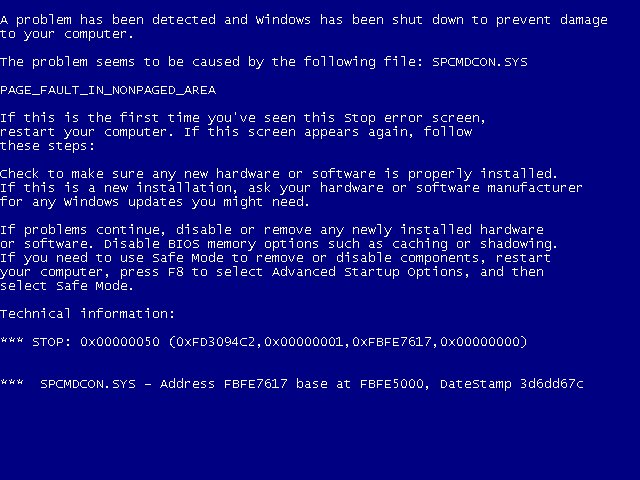
Écran bleu de la mort sous Windows 2000/XP/Vista/7.

Dans Windows NT (versions 3.0 à 5.0), mais aussi Windows 2000, XP, Vista et 7, un écran bleu de la mort appelé « Arrêt d'urgence » survient lorsque le noyau rencontre une erreur qu’il ne peut traiter. Ce genre d’erreur est généralement causée par un pilote qui a lancé une opération illégale ou provoqué une exception non permise. La seule opération que l’utilisateur peut effectuer dans ce cas est de redémarrer la machine, avec le risque de perte de données due à la fermeture incorrecte de Windows, mais cela arrivait beaucoup moins souvent qu’avec les systèmes Windows 9x.
Le message d’arrêt contient le code d’erreur et son nom symbolique (exemple : 0x0000001E, KMODE_EXCEPTION_NOT_HANDLED) ainsi que quatre valeurs dépendant de l’erreur entre parenthèses. Il affiche l’adresse mémoire où s’est produit le problème ainsi que le nom du pilote en question. Sous Windows NT et 2000, les deuxième et troisième sections de l’écran bleu de la mort contiennent respectivement des informations sur tous les pilotes chargés ainsi que la vidange de la pile. Les informations des pilotes sont affichées sur trois colonnes. La première colonne donne l’adresse de base du pilote, la seconde liste les dates de création des pilotes sous forme d’horodatage Unix et la troisième affiche le nom des pilotes.
Windows peut être réglé pour envoyer les informations de débogage au travers d’un port COM vers un noyau débogueur séparé. Un débogueur est nécessaire pour tracer la pile, car la lecture à l’écran est limitée et peut être erronée, masquant ainsi la véritable cause de l’erreur.
En 2003, des internautes du site TweakXP.com découvrent un moyen de provoquer manuellement un écran bleu de la mort. Il consiste à ajouter une valeur à la base de registre de Windows. Une fois cela effectué, un BSoD apparaissait lorsque l’utilisateur presse la touche Arrêt défil deux fois tout en maintenant la touche Ctrl droite enfoncée.

#### Écran rouge de la mort (Windows Vista)

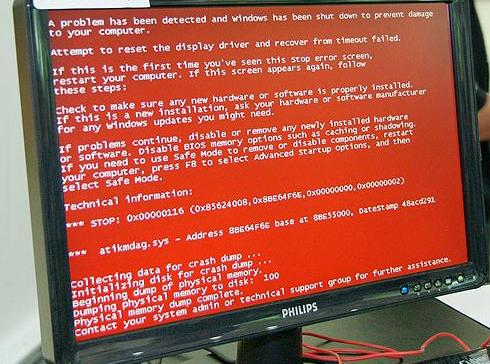
Écran rouge de la mort de Windows Vista (versions bêta).

L'écran rouge de la mort (Red Screen of Death, en abrégé RSoD, parfois appelé Red Screen of Doom) est le surnom du message d'erreur qui a existé dans certaines versions bêta du système d'exploitation Microsoft Longhorn (devenu plus tard Windows Vista). Il a été abandonné dans la version bêta 1 (build (en) 5112) de Windows Vista pour toutes les erreurs, sauf celles liées au boot loader.
Il peut également être rarement trouvé dans les versions bêta de Memphis (devenu plus tard Windows 98). Un outil est disponible pour modifier la couleur d'un écran bleu de la mort par d'autres couleurs comme le rouge, vert, etc. sous Windows 9x dans system.ini.
Il renvoie parfois à des erreurs fatales dans certaines versions du logiciel Lotus Notes. Ces erreurs ne sont pas en plein écran, comme le Microsoft rouge ou des écrans bleus de la mort, mais sont plutôt des boîtes de couleur rouge vif avec des bordures noires.

### Windows 8 et 8.1

L'écran bleu de la mort sous Windows 8 et 8.1.

Avec l'arrivée de Windows 8, l'écran bleu de la mort est remanié. Il est maintenant plus esthétique et, surtout, plus concis, ne donnant que les informations nécessaires à l'utilisateur, à savoir ce qui s'est passé et le code de l'erreur.
On remarque également la disparition complète du code d'erreur au format hexadécimal, au profit d'un code écrit par texte et l'inclusion d'une émoticône représentant un smiley triste.

### Windows 10 et 11

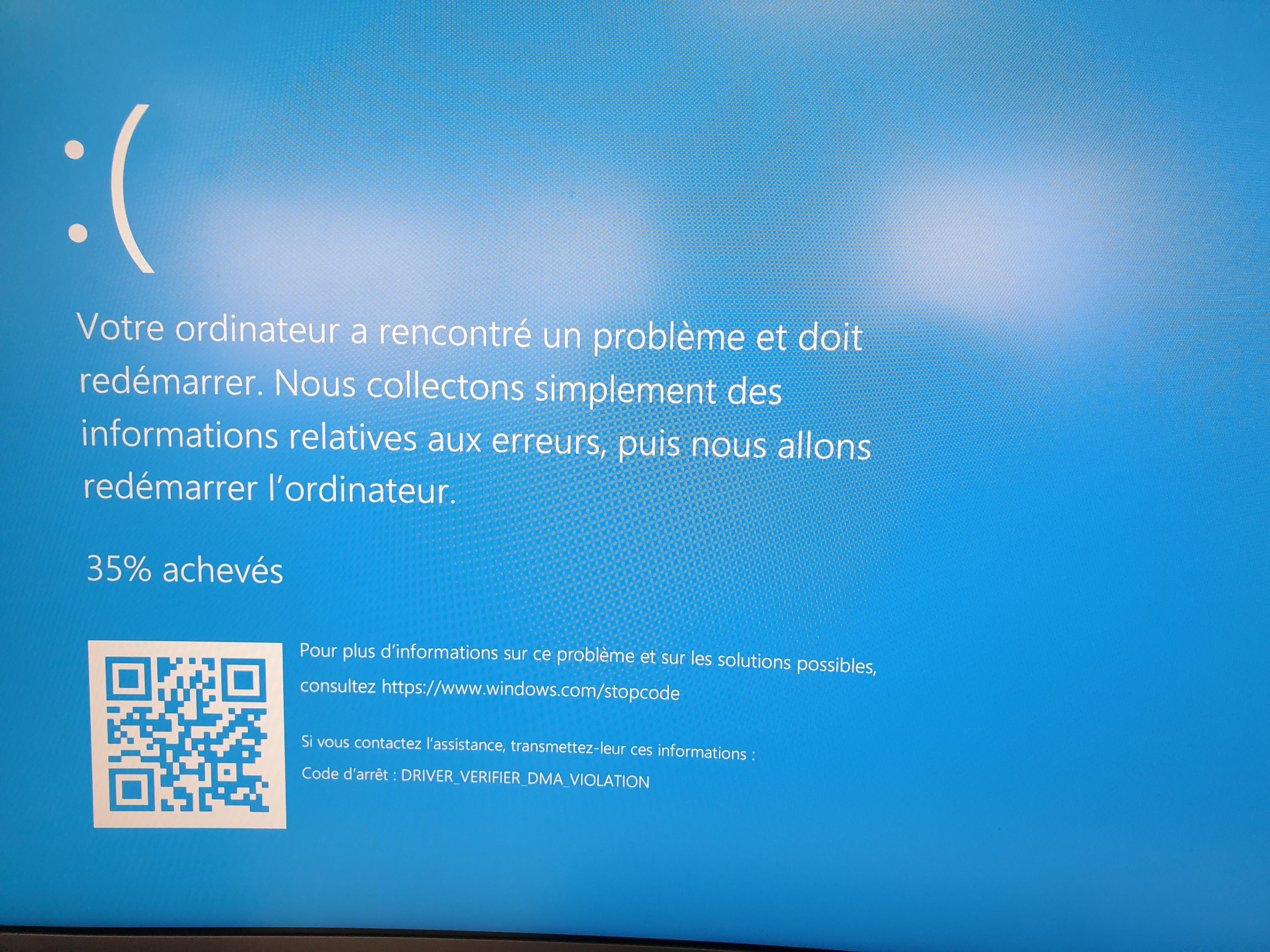
L'écran bleu de la mort sous Windows 10, depuis la mise à jour anniversaire de 2016, inclut un QR code à scanner depuis un téléphone ou une tablette, ainsi qu'un lien vers le site Internet de l'assistance de Windows pour identifier la cause de l'erreur produite.

Depuis la mise à jour Anniversary Update (mise à jour anniversaire, build (en) no 14393) de Windows 10 sortie le 2 août 2016, l'écran bleu de la mort a été amélioré avec l'ajout d'un QR code et d'un lien vers le site Internet de l'assistance de Windows. Ces deux méthodes permettent de trouver des informations sur l'erreur qui s'est produite.
Néanmoins, cette modification possède également une faille de sécurité, car elle permet aussi aux pirates informatiques d'afficher de faux écrans bleus et infecter certaines machines.
Sur Windows 11, le message de plantage a été changé :  « Your device ran into a problem and needs to restart » (en français « Votre appareil a rencontré un problème et doit redémarrer »). Le terme « ordinateur » a été remplacé par « appareil ».

#### Écran noir de la mort (Windows 11, avant la version 22000.348)

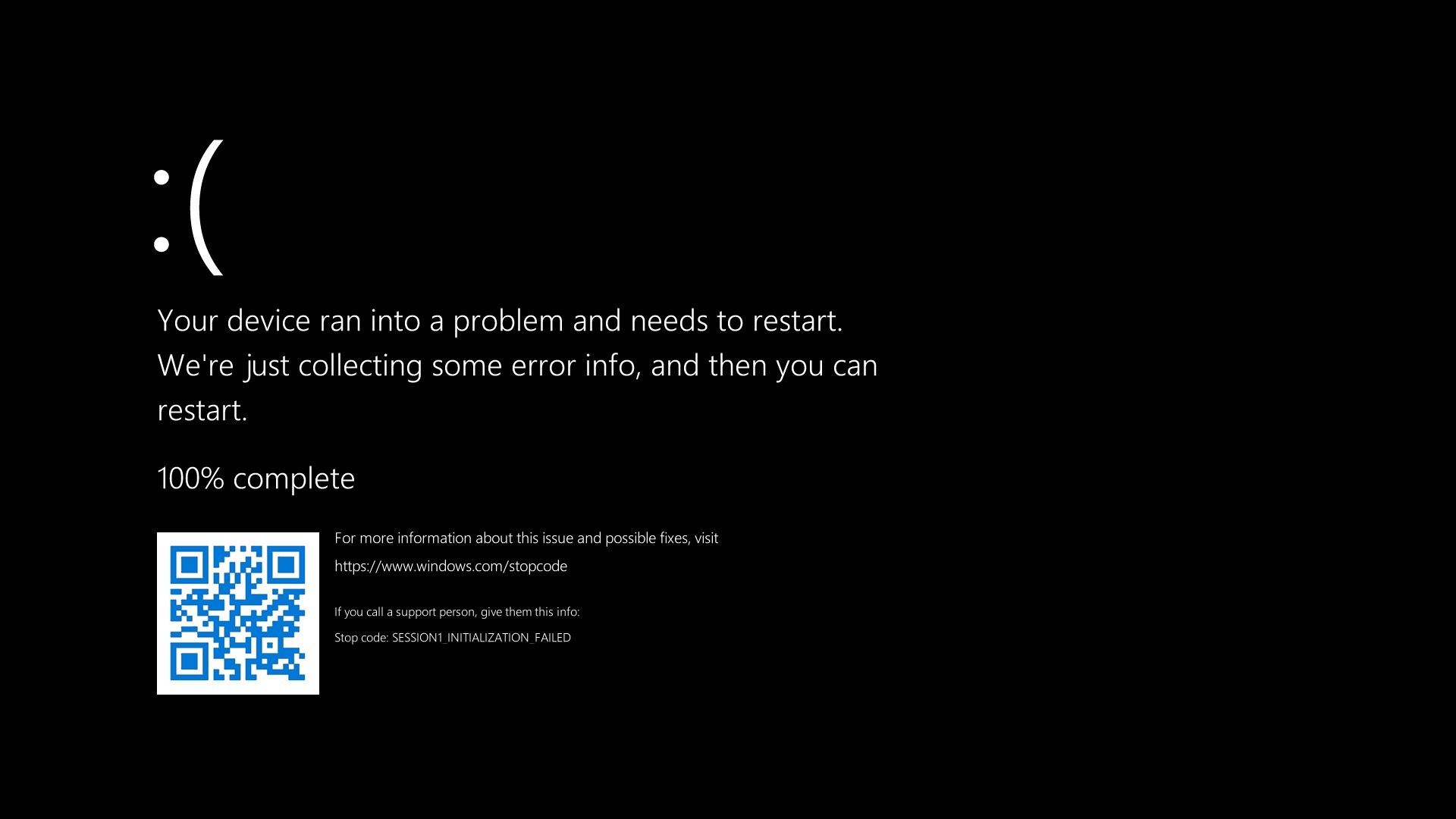
L'écran noir de la mort de Windows 11 sur la version build antérieure à la 22000.348. Seul le QR Code est resté bleu.

Sur les versions de Windows 11 antérieures à la build 22000.348, l'écran bleu de la mort a été remplacé par un écran noir de la mort[réf. nécessaire], bien qu'il soit similaire à celui de Windows 10. Il a ensuite été mis en place sur la version RTM lors de la sortie du système le 5 octobre 2021, avant de revenir à sa couleur d'origine quelques semaines plus tard.
Cependant, le QR code renvoyant l'utilisateur vers le site de l'assistance Windows n'a pas changé de couleur, et est resté bleu.

#### Écran vert de la mort (versions Insider Preview)

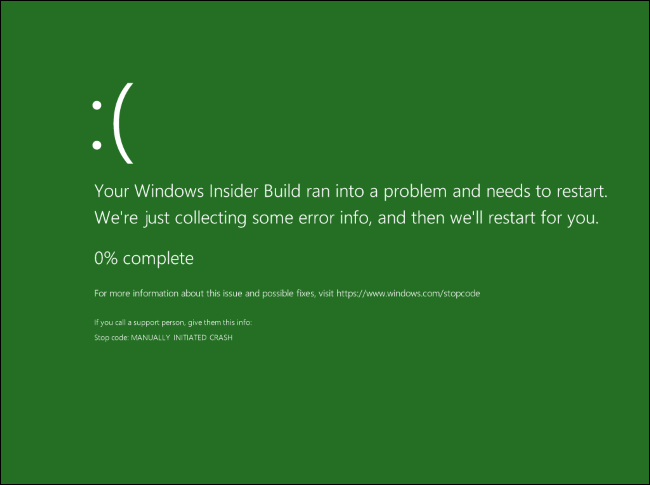
L’écran vert de la mort de Windows 10 et Windows 11 « Insider Preview ».

Depuis la version build (en) 1703 (« Creators Update ») de Windows 10, le BSoD a cédé la place au GSoD (Green Screen of Death, ou « écran vert de la mort »), qui est uniquement réservé aux membres du programme Windows Insider qui testent les dernières versions bêta du système de Microsoft, appelées « Insider Preview ».
Pour Microsoft, il s'agit de différencier les versions stables des versions bêta de Windows grâce à l'envoi de rapports d'erreur du système. La société ne veut pas avoir un écran bleu de la mort sur les deux branches (stable et bêta) de son système d'exploitation, d'où ce choix de créer cet écran vert de la mort.
Cet écran vert de la mort se traduit par l'apparition du message d'erreur « Your Windows Insider Build ran into a problem and needs to restart » (en français « Votre version Windows Insider a rencontré un problème et doit redémarrer »), en remplacement de « Your PC ran into a problem and needs to restart » (en français « Votre ordinateur a rencontré un problème et doit redémarrer »).
Bien que le lien Internet vers l'assistance Windows est présent, ce n'est pas le cas du QR code, contrairement à l'écran bleu de la mort.

## Affichage

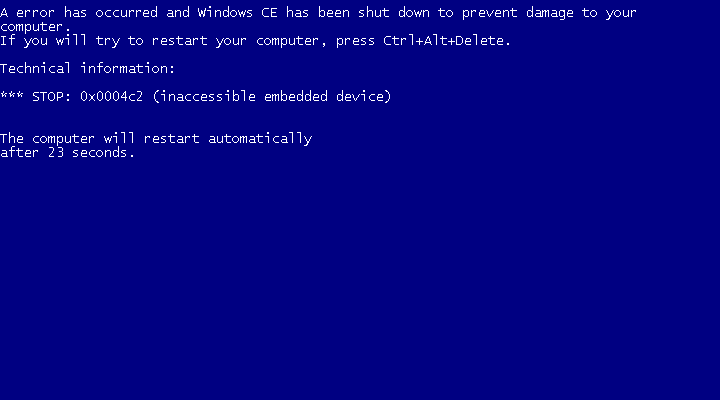
Écran bleu de la mort jusqu'a Windows 7.

Concernant les premiers BSoD, par défaut l’affichage est blanc (couleur CGA 0x0F ; couleur HTML #FFFFFF) sur fond bleu (couleur EGA 0x01 ; couleur HTML #0000AA), avec les informations concernant les valeurs actuelles de la mémoire et celles des registres.
Microsoft a ajouté un utilitaire[réf. souhaitée] permettant à l’utilisateur de changer le réglage du contrôle des couleurs du BSoD dans le fichier system.ini parmi les seize couleurs EGA[C'est-à-dire ?] disponibles.
Windows 95, 98 et Me utilisent le mode texte avec une définition d’écran de 80 × 25 pixels. La police de caractères est celle utilisée dans le mode MS-DOS natif. Le BSoD de Windows NT utilise le mode texte 80 × 50, avec une définition de 720 × 400. L’écran bleu de Windows XP, Vista et 7 utilise la police Lucida Console sur un affichage en 640 × 480 pixels. Windows 8, 10 et 11 utilisent la police Segoe UI sur un fond bleu clair (ou vert sur les versions Insider Preview de Windows 10 et 11) et sur une résolution de 1024 × 768 pixels. Windows 11 utilise les mêmes polices que Windows 8 et 10 sur un fond noir (sur les versions antérieures à la build 22000.348 uniquement).

## Dans l'industrie informatique
Les systèmes embarqués tournant sous Windows ont également connu leur lots d'écrans bleus de la mort. Les exemples typiques sont les téléphones publics par Internet, les automates bancaires et autres bornes d’information ou panneaux d’affichage électroniques.
Une des causes fréquentes de l’écran bleu est le dysfonctionnement du processeur, mal refroidi, par l’accumulation de poussière dans les ailettes du radiateur. Hors tension, il suffit de retirer les quatre vis du ventilateur et de nettoyer les ailettes avec un aspirateur ou d’évacuer la poussière en soufflant avec une bombe d’air comprimé.
Certains BSoD ont été causés par l'exploitation de la faille de sécurité WinNuke, qui a été un moyen très populaire pour les script kiddies d’attaquer d’autres utilisateurs et déconnecter leur ordinateur de leur accès à Internet et ainsi afficher un écran bleu sur leur machine. Cette faille de sécurité a été corrigée sur les versions de Windows ayant suivi Windows 95, Microsoft ayant cessé de maintenir à jour cette version du système d’exploitation.

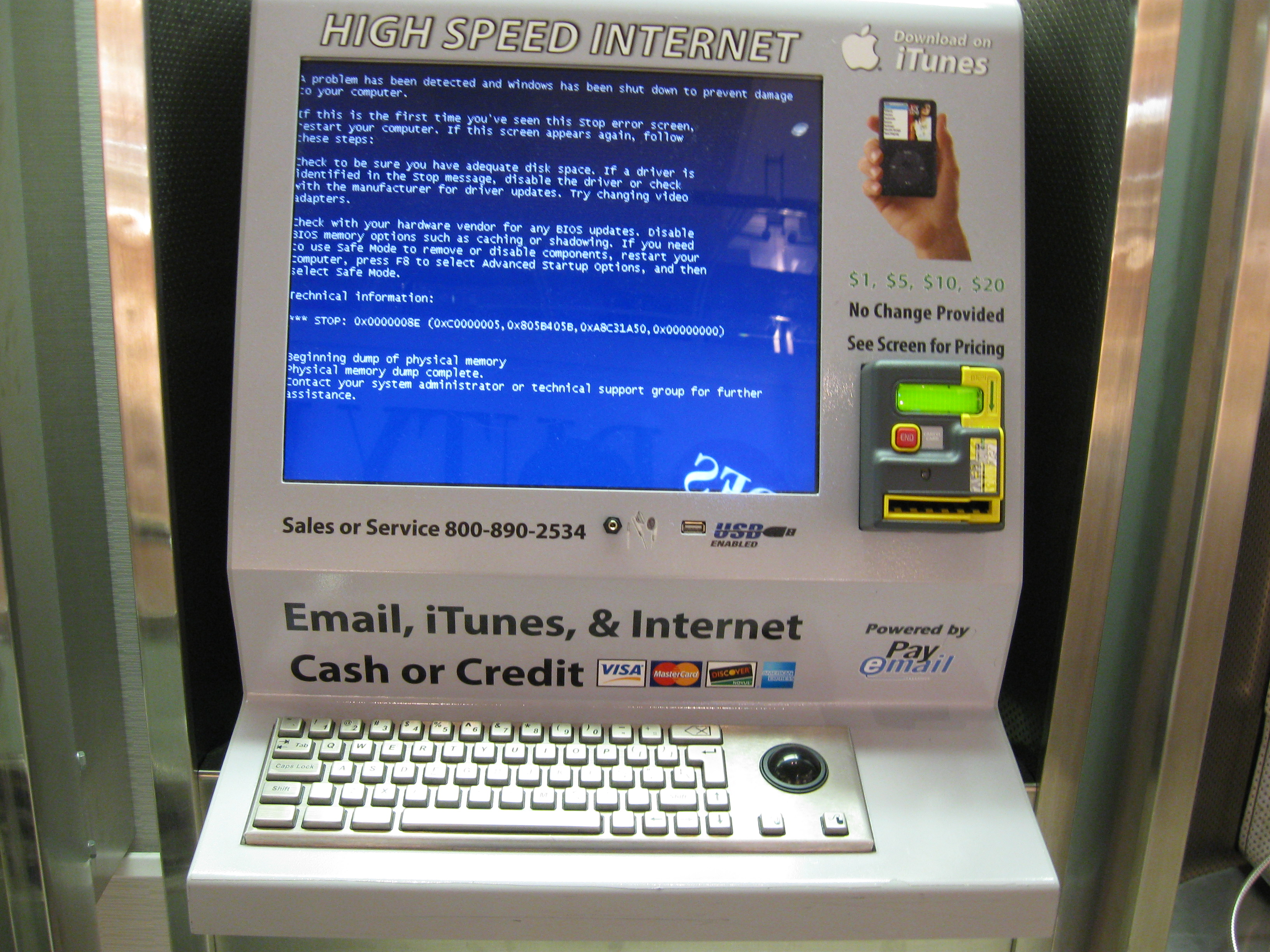
Un BSoD sur un terminal internet à l'aéroport international de Los Angeles.
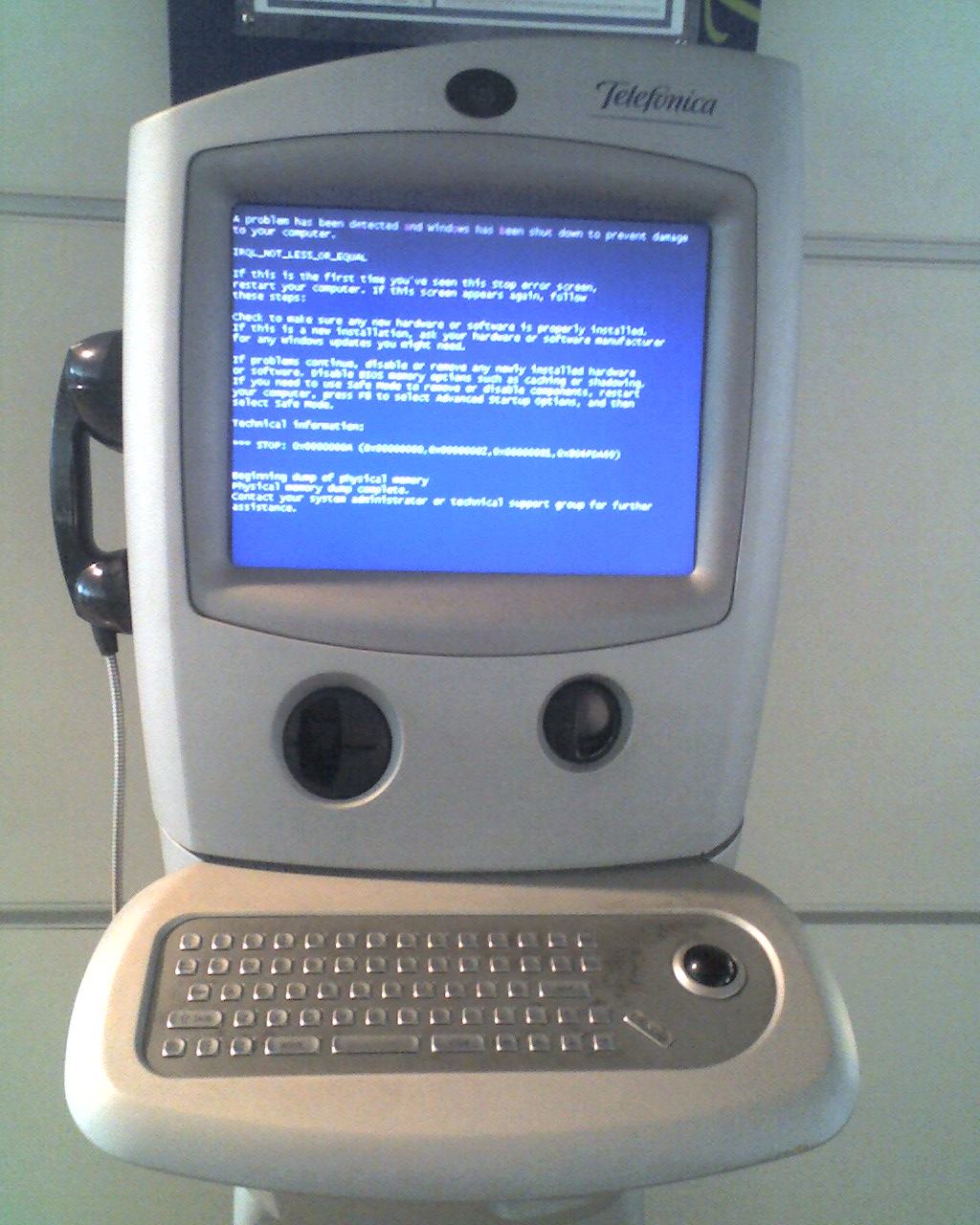
Borne interactive téléphonique victime d'un BSoD.
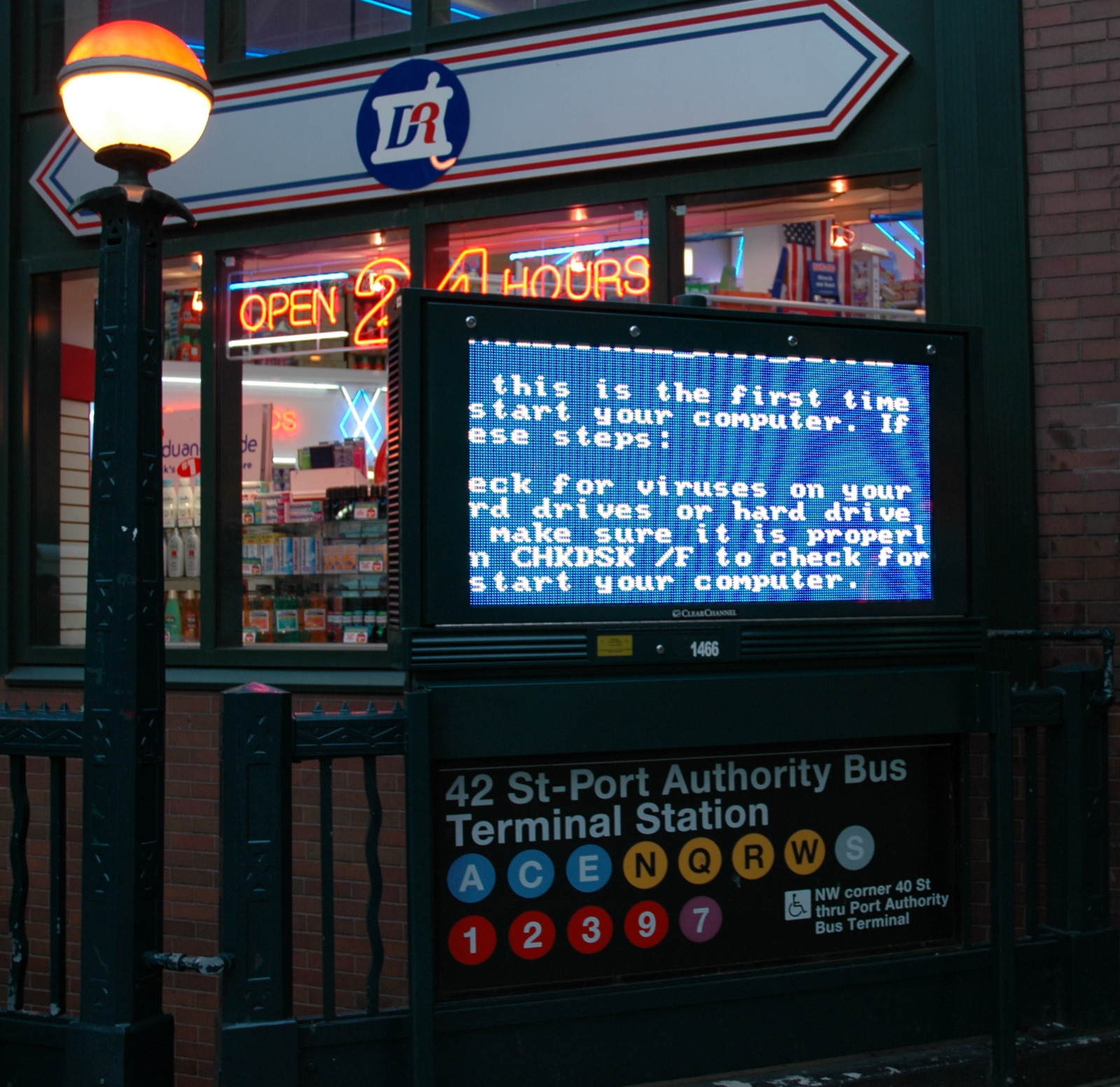
BSoD sur un panneau d'affichage du métro, sur la 42e rue à New York (2004).
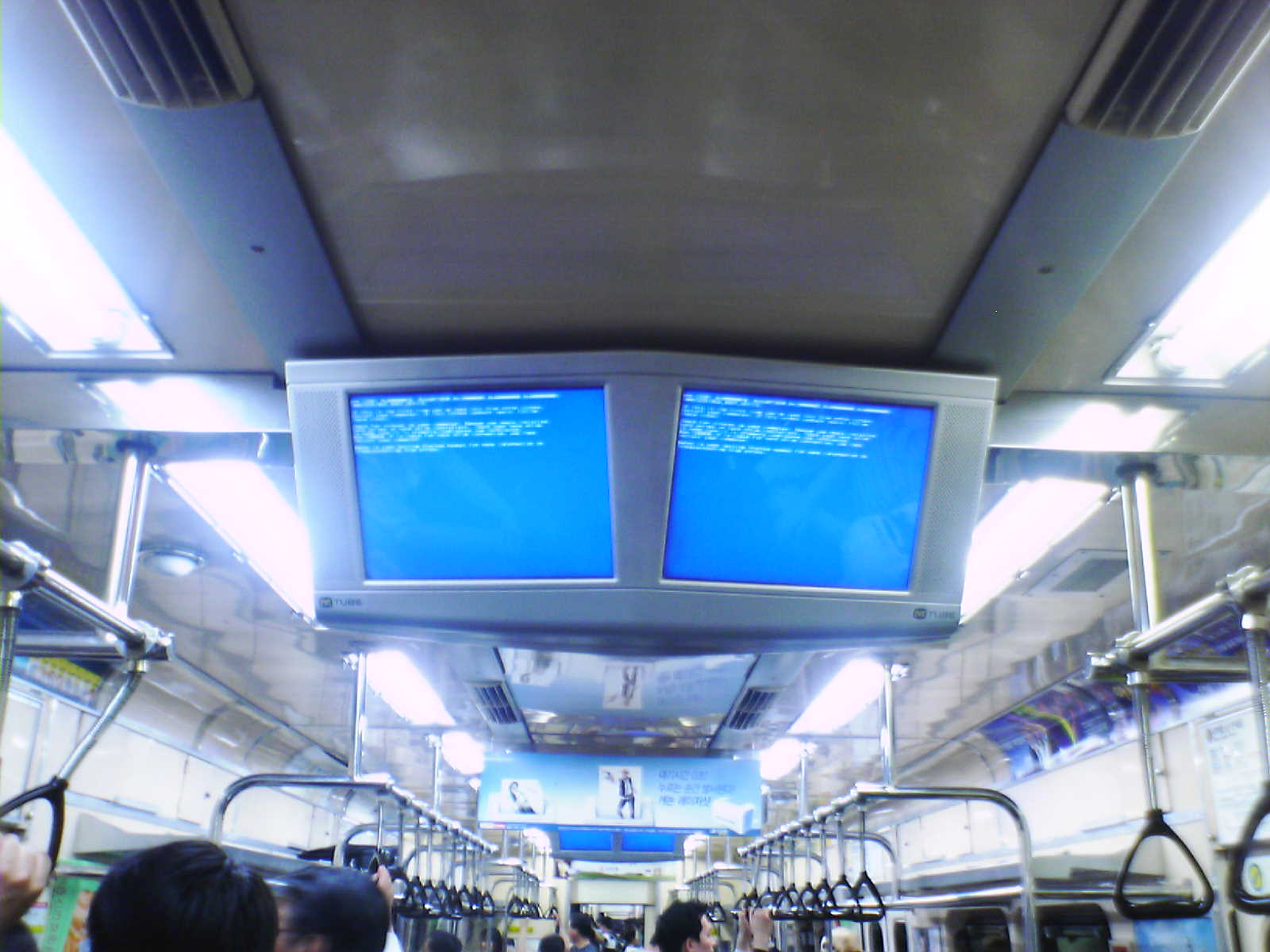
BSoD de Windows 2000 sur deux écrans d'une rame de métro à Séoul, en Corée du sud.
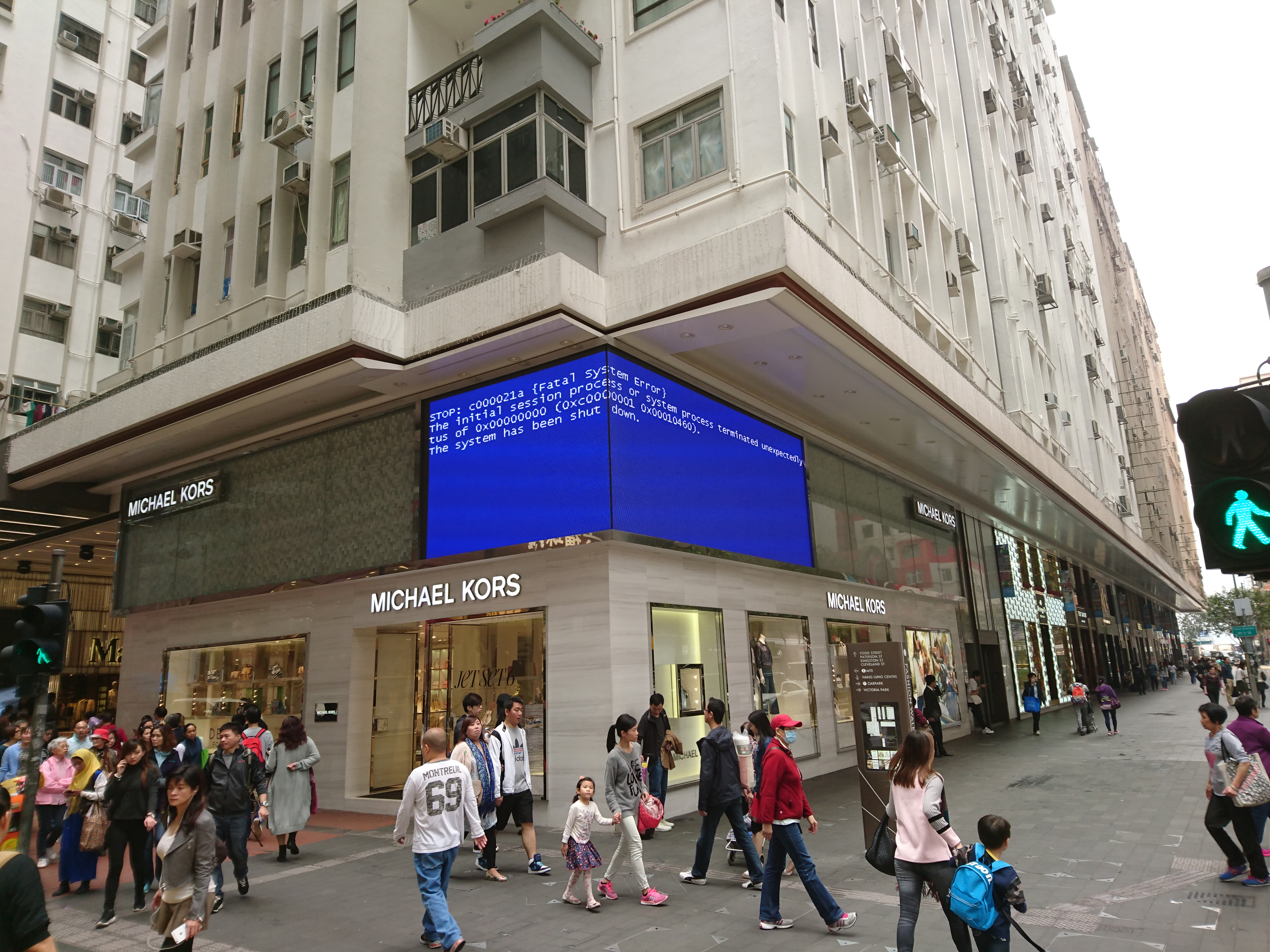
Un BSoD sur un panneau d'affichage d'une galerie marchande.
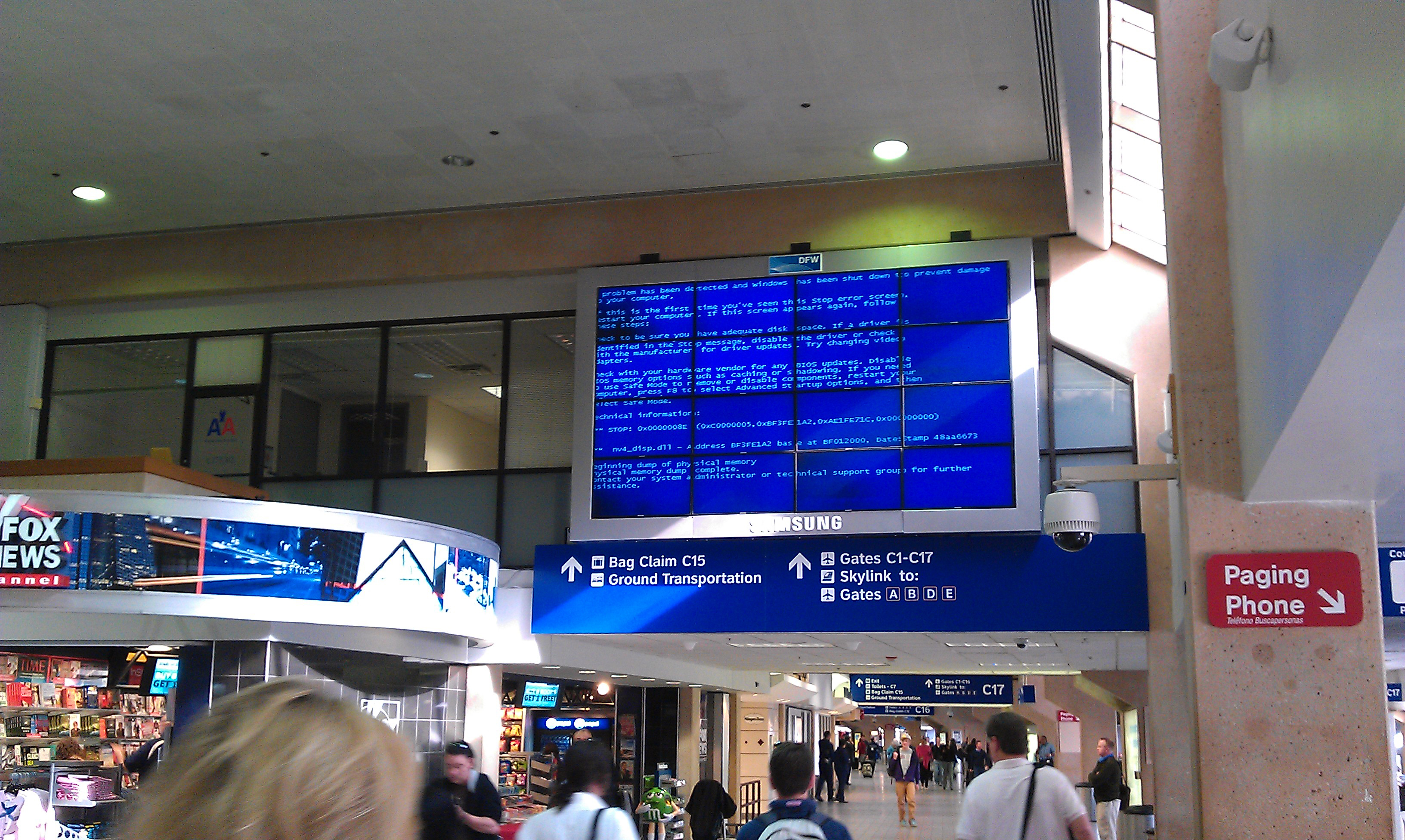
BSoD à l'aéroport international de Dallas-Fort Worth (2011).

## Base de connaissance
Les systèmes d’exploitation GNU/Linux et AmigaOS, alternatives à Windows, ont également leurs propres erreurs fatales, tels que la panique du noyau ou le Guru Meditation, bien qu'étant moins emblématiques que le BSoD. Cependant, certains utilisateurs ont créé un économiseur d’écran simulant différents écrans bleus de la mort, pour se moquer de Windows. On trouve cet économiseur d’écran dans différentes distributions Linux parmi les plus connues.
Microsoft a également inclus une référence aux BSoD sous la forme d’un easter egg (un « œuf de Pâques », petit clin d’œil caché dans un programme) dans certaines versions de son navigateur web Internet Explorer. Il suffit de saisir « about:mozilla » dans la barre de navigation pour obtenir une page bleue en guise de réponse (page rouge dans Firefox). Cette commande est le moyen standard pour obtenir Le Livre de Mozilla, un autre easter egg disponible dans les navigateurs de la famille Netscape depuis la version 1.1.
Depuis le système d’exploitation Mac OSX Leopard, les PC connectés au réseau sont représentés par un vieil écran cathodique gris affichant un BSOD.

### Écran rouge de la mort
Les écrans bleus de la mort ont en partie cédé leur place aux écrans rouges de la mort, pour le successeur de Windows XP, Windows Vista (dans certaines versions uniquement), mais aussi dans les premières bêtas de Microsoft Memphis (devenu Windows 98).
Le RSoD est uniquement réservé aux erreurs critiques et le BSoD continue de vivre, mais pour des erreurs nécessitant seulement le redémarrage.
Il peut aussi y avoir des écrans verts au démarrage, mais dans ce cas, l’OS peut continuer.

### Écran vert de la mort
L'écran vert de la mort n'est réservé qu'aux utilisateurs de la version bêta de Windows 10 et Windows 11, à savoir les membres inscrits au programme bêta de Microsoft, appelé Windows Insider.

### Écran blanc de la mort
Apparu sur Windows 7, l'écran blanc de la mort se produit au démarrage du système et n'affiche rien d'autre qu'un écran blanc sans texte.

### Écran noir de la mort
L'écran noir de la mort est apparu sur Windows 11 à partir des premières versions preview jusqu'à la version 22000.348.

### Écran jaune de la mort

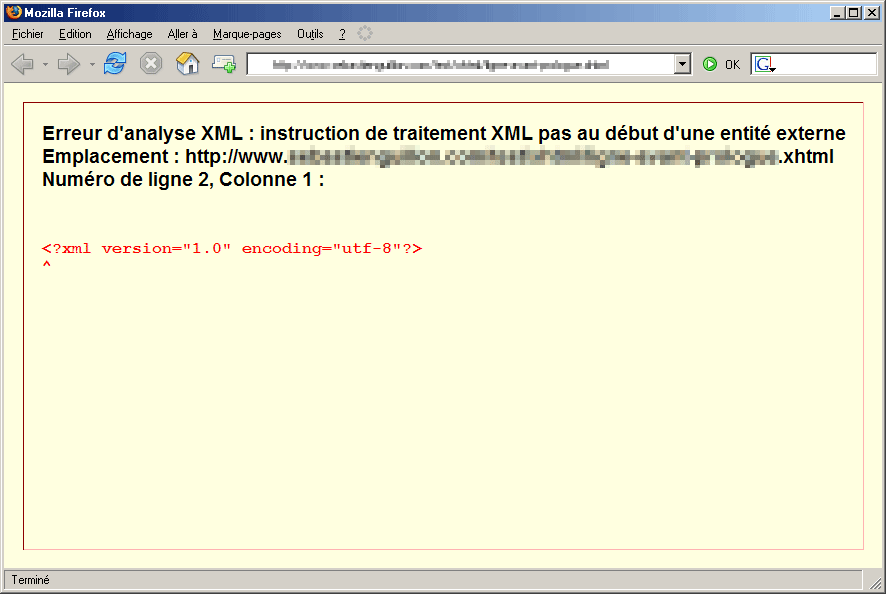
L'écran jaune de la mort du navigateur web Firefox.

Cet écran jaune peut être affiché cette fois par les applications et navigateurs web basés sur le projet Mozilla (comme Firefox), lorsqu'une page envoyée avec un type MIME XML (comme application/xhtml+xml) déclenche une erreur de validation du parseur par le XML Schema. Cela signifie qu'une information contenu dans le message ne correspond pas à la structure attendue par le schéma XML engendrant une erreur, par exemple une mauvaise imbrication des balises, une balise non fermée, une entité de caractère inconnue, une balise obligatoire absente ou lorsque le prologue XML n'est pas la première déclaration de la page.

### Effet sonore lié au BSoD
Il existe parfois un effet sonore désagréable lié à l'apparition d'un écran bleu de la mort : lorsqu'il se manifeste alors que l'ordinateur joue un son, celui-ci se figera sur la même note sonore et le jouera en boucle de manière stridente, ce qui peut avoir des risques pour l’audition si le son était fort (ou si l'utilisateur porte un casque audio).

### Forcer l'apparition d'un BSoD
Il est possible de forcer l’apparition d'un écran bleu de la mort en terminant un processus crucial du système d'exploitation Windows (« csrss.exe », par exemple) via le gestionnaire de tâches, que ce soit celui de Windows ou une alternative, cela provoque le plus souvent le code d'erreur CRITICAL_PROCESS_DIED.[réf. souhaitée]
L'autre méthode est d'ajouter le CrashOnCtrlScroll dans la base de registre de Windows, l'appui des combinaisons Ctrl droit + Scroll Lock (x2) donne alors le code MANUALLY_INITIATED_CRASH.
Il existe aussi un moyen de provoquer le BSoD par programmation, en exécutant la fonction système non documentée NtRaiseHardError qui déclenche différents codes d'erreur autour de 0.C00002.. et préfixés par le mot STATUS_...[réf. nécessaire]. Dans Windows 10 (version 1709 et plus uniquement), il est possible de forcer un BSoD en ouvrant le fichier \\.\GLOBALROOT\Device\ConDrv\KernelConnect. Cela cause le code d'arrêt SYSTEM_SERVICE_EXCEPTION.

## Marques et matériels spécifiques

### Amiga
Les ordinateurs personnels de la marque Amiga, commercialisés sous le système d'exploitation Amiga OS, ont leur propre message d'erreur qu'est le Guru Meditation.

### Apple

#### iPod TouchetiPhone
Sur les iPod Touch et les iPhone, il est possible de voir un écran de la mort si l’utilisateur a jailbreaké son appareil et qu’il a fait une modification du système via le WinterBoard pour les versions 2.x ou 3.x.
Cela peut aussi arriver lors d’une surcharge du processeur de l’iPod Touch ou de l’iPhone. L’appareil est alors en mode sans échec et une fenêtre ayant comme titre Exit Safe Mode, créée par Saurik, propose à l’utilisateur de respringer (relancer) son appareil ou de le rebooter (redémarrer) pour quitter ce mode. L’utilisateur peut, via ce mode, corriger les éventuelles erreurs.
Il existe aussi un BSoD sur l'IPhone 5S dans lequel, quand le propriétaire essayait d'ouvrir une application du type iMovie ou iPhoto, le téléphone affichait un BSoD sans texte jusqu’à ce qu'il redémarre.
Apple avait proposé la mise à jour 7.0.2 de son système d’exploitation iOS pour corriger un problème similaire, lié à l’écran de verrouillage.

#### MacOS
Sous le système d’exploitation macOS, on parle de WOD, pour « Wheel of Death » ou encore de SBoD, pour « Spinning Beachball of Death » (en français « ballon de plage de la mort ») ; ce ballon de plage rotatif étant le pointeur indiquant qu'une application est en cours de travail (sa non-disparition pouvant être synonyme de plantage du programme).
Dans un tel système Unix, le crash d'une application ne provoque jamais celui du système, comme cela peut être le cas sous Windows. En revanche, la panique du noyau, si elle est assez rare, demande le redémarrage de la machine.

### Microsoft

#### Consoles de la famille Xbox
La Xbox 360 donnera un BSoD (écran noir de la mort cette fois-ci) avec une explication en plusieurs langues disant de contacter le service Xbox 360. En bas de l’écran se situe le code E 74, ce qui signifie un problème fatal du disque dur ; une lumière rouge clignote pour signifier l’erreur. On peut continuer à jouer si on enlève le disque dur mais il n’y aura aucune source de sauvegarde. Le même écran est affiché sur les Xbox de première génération et Xbox One.
Sur la première Xbox, il existe une lumière verte de la mort, appelée « Green Light of Death (GLoD) », qui peut survenir en cas de mauvais branchement du câble AV de la console, et une lumière orange de la mort, « Orange Light of Death (OLOD) », qui survient lorsque l'utilisateur insère un disque qui n'est pas un jeu Xbox, un CD audio, ou un DVD.
Sur la Xbox 360, il existe également une lumière rouge de la mort, Red Ring of Death, qui signifie que la console est hors d’usage et qu’elle doit être renvoyée au service client, cela se traduit par l’allumage en rouge des diodes situées autour du bouton On/Off, d’où son nom.
Sur les Xbox One (version classique, S, S digital et X) et Xbox Series S et X, un écran noir de la mort peut survenir si un problème matériel ou logiciel s'est manifesté : sur cet écran, l'utilisateur peut choisir d'éteindre la Xbox ou tenter de résoudre le problème.
Sur les Xbox Series X et S, un écran vert de la mort (GSoD) peut survenir en cas de surchauffe de la console. Il s'affiche pendant un bref instant à l'écran avant que le courant électrique de la console ne soit coupé.

#### Windows Phone
Sur les smartphones sous Windows Phone, si l'appareil est endommagé (par exemple : un écran brisé), le téléphone, après l'écran du constructeur, affiche un écran bleu de la mort semblable à celui des PC Windows depuis la version 8.

### Nintendo

#### Game Boy Advance
Si une cartouche est enlevée de la Game Boy Advance pendant qu’elle fonctionne encore, la console affiche un écran de la mort sans texte ou continuera à afficher une image « gelée » du jeu comme il était au moment exact avant le gel et continuera à jouer la note sonore qu’il effectuait à ce moment-là. Remettre la cartouche ne stoppera pas le problème. Pour le résoudre, il faut éteindre la console, remettre la cartouche et la rallumer. La plupart des jeux redémarrent au dernier point de sauvegarde.
Le même problème apparaît avec un jeu GBA sur Nintendo DS.

#### GameCube
La GameCube a un « écran vert de la mort » qui n’apparaît pas durant un usage normal mais qui peut se présenter lorsqu’un freeloader est lancé et que le bouton de réinitialisation est enfoncé.
La console peut aussi présenter un écran noir de la mort avec un rectangle rouge dans les cas suivants :
1. lorsque le connecteur Game Boy Advance n'est pas connecté ;
2. lorsque la cartouche GBA est retirée ou changée en cours de jeu.

Le logo GameCube apparaît en fond d'écran avec le rectangle rouge au démarrage lorsqu'un plantage survient ou si la console n'arrive pas à lire un disque de jeu GameCube.
Si le connecteur GBA n'est pas connecté à la console, l'écran de la mort correspondant apparaîtra après l'apparition du logo GameCube.

#### Wii
La Wii a un écran vert de la mort qui, normalement, n’apparaît pas durant un usage normal, mais qui peut apparaître après avoir lancé un Homebrew ou tout autre programme non officiel, ou bleu dans le cas d'un bug de jeu.
La console peut aussi présenter un écran noir de la mort :
1. si une erreur est survenue et qu'il suffit de retirer le disque de jeu et d'éteindre la console, puis de la rallumer ;
2. si le disque de jeu Wii ou GameCube est retiré en cours de jeu ou qu'il ne peut pas être lu ;
3. si les fichiers système sont corrompus ;
4. si un périphérique non autorisé a été détecté.

#### Wii U
La Wii U a un écran noir de la mort, qui peut être provoqué lorsqu'il y a un problème matériel sur la console (lecteur de disque, stockage USB, mémoire système...) ou sur le GamePad s'il n'arrive pas à se connecter à celle-ci. Cet écran est accompagné d'un code permettant d'identifier l'erreur.
La console a aussi une lumière rouge de la mort (qui se manifeste en cas de surchauffe), et une lumière bleue de la mort.

#### Nintendo DS

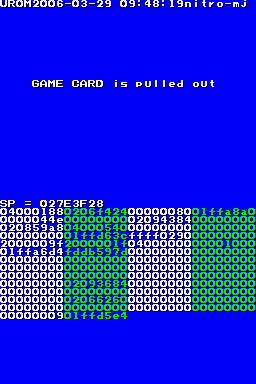
BSoD dans New Super Mario Bros. sur Nintendo DS.

La couleur de l'écran de la mort dépend de la version du firmware (micrologiciel) de la console au moment où celui-ci apparaît. La version 6, celle de la plupart des consoles, affiche un écran bleu de la mort. La version 5, celle de la DS Lite, affiche une couleur magenta.
Couleurs possibles :
- bleu (Version 6);
- magenta (Version 5);
- jaune (Version 4);
- vert (Version 3).

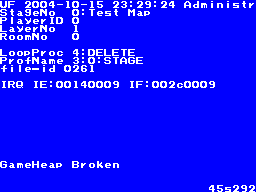
BSoD dans Super Mario 64 DS.

Dans certains cas spéciaux de Nintendo DS lite achetées à l’étranger, l’écran se fige, tout simplement.
Un autre écran de la mort existe sur la Nintendo DS lorsque l'on retire la carte durant le mode jeu, l'écran se gèle tout en continuant à jouer la note sonore qu'il effectuait à ce moment-là (NDS/NDS Lite), ou affiche un écran noir de la mort sur les deux écrans disant que la carte a été retirée (NDSi et 3DS, ou aussi sur toutes les consoles dans certains jeux comme Pokémon : Donjon mystère - Équipe de secours bleue). Mais, moyennant l'appui sur une combinaison de touches, sur certains jeux, on peut faire apparaitre un écran bleu de la mort ; découvert en premier dans le jeu New Super Mario Bros., puis dans Super Mario 64 DS et enfin dans Animal Crossing: Wild World, il suffit de suivre la technique décrite ci-dessous pour faire apparaitre le BSoD si la cartouche a été retirée en cours de jeu, :
1. appuyer sur L+R+A+Gauche puis relâcher les touches ;
2. appuyer sur Bas+B puis relâcher les touches ;
3. et enfin, appuyer sur Start+Select et le BSoD s'affichera à l'écran.

Cas spécifiques de jeux Nintendo DS :
- Animal Crossing : Wild World : pendant le jeu, si la connexion sans-fil est perturbée, un écran bleu clair apparaîtra comprenant le personnage M. Ressetti qui a l’air triste avec un texte disant que le jeu a été interrompu et que toutes les progressions non sauvegardées seront perdues ;
- Pokémon Diamant et Perle : les données corrompues résultent d’une erreur de type blue screen ;
- Pokémon Or HeartGold et Argent SoulSilver : un message de fond bleu avec un affichage lent indique que « le fichier de sauvegarde est corrompu. Le fichier précédent va être chargé. » Dans les cas les plus graves, la partie est totalement effacée. Ceci ne peut être dû qu'à l'extinction de la console alors que le jeu est en train de sauvegarder la partie ;
- Mario Kart DS : en mode multijoueur, les deux écrans deviennent noir et un court texte apparaît indiquant que la partie a été interrompue et qu'il suffit d'appuyer sur le bouton A pour éteindre la console, si une des consoles s'est éteinte ou si la cartouche est retirée ;
- PictoChat : certaines Nintendo DS affichent un écran vert de la mort quand une carte DS ou une cartouche GBA est enlevée dans le menu PictoChat.

La Nintendo DS a également un écran rouge de la mort de type Guru Meditation comme sur Amiga OS.

##### Nintendo 3DS et 2DS
Sur les consoles Nintendo 3DS et Nintendo 2DS, un écran noir de la mort avec le message d'erreur « Une erreur est survenue, veuillez redémarrer la console et réessayer. » peut apparaître lorsque la console présente un défaut matériel ou logiciel, par exemple lors de l'activation du réseau sans fil en cas d'erreur de la carte réseau.

#### Nintendo Switch
Des écrans bleus et orange de la mort ont été rapportés sur les consoles de la famille Nintendo Switch (classique, Lite et OLED). Ces écrans de la mort peuvent arriver pendant le démarrage de la console ou quand on lance le Nintendo eShop. L'écran bleu de la mort rendait la console inutilisable, il fallait alors la changer.
La Nintendo Switch a aussi un écran violet de la mort et un écran blanc de la mort.
Il existe également plusieurs écrans noirs de la mort ;
1. l'un avec un code d'erreur aléatoire qui peut s'afficher si un problème survient lors de l'utilisation de la console. Cet écran demande au joueur de tenter de redémarrer la console en maintenant enfoncé la touche Marche/Arrêt, ou de contacter l'assistance si l'erreur se reproduit ;
2. un message avec une icône de thermomètre indiquant que la console est en train de surchauffer ;
3. un message avec un carré doté d'un point d'exclamation affiché sur fond noir ou gris transparent qui peut s'afficher dans les cas suivants :

- si un plantage d'un jeu ou d'une application est survenu ;
- si la console n'arrive pas à lire une cartouche de jeu si elle est insérée et que l'utilisateur tente de lancer le jeu correspondant via le menu HOME ;
- si une cartouche de jeu est retirée en cours de jeu ;
- si un chargeur autre que le bloc d'alimentation de la console est connecté au dock, que le câble HDMI fourni reliant le dock au téléviseur est branché, et que l'utilisateur tente de connecter la console pour la mettre en mode téléviseur.

Dans le cas où la cartouche de jeu est retirée ou que le jeu ou l'application a planté, l'utilisateur est alors renvoyé vers le menu HOME de la console.
Dans le cas des jeux, les données de sauvegarde peuvent être conservées en cas de plantage ou de retirement accidentel de la cartouche de jeu, étant donné que la plupart des jeux disposent d'une fonctionnalité de sauvegarde automatique. Dans le cas contraire ou si le problème a lieu alors que la sauvegarde est en cours, elles peuvent être corrompues. Si l'utilisateur est abonné au service Nintendo Switch Online, les données seront également sauvegardées sur le cloud en plus des données de sauvegarde localement présentes sur la console malgré le plantage.

### Sony

#### PlayStation 1
La console de jeu PlayStation a un écran rouge de la mort, qui apparaît quand le disque détecté n'est pas au format PlayStation. Le logo de Sony apparaît normalement, puis apparaît un mur rouge avec une phrase indiquée en gris : « Veuillez insérer un disque au format PlayStation ».
Il existe un autre écran de la mort, cette fois noir, apparaissant si un disque est rayé ou endommagé. Le logo de Sony apparaît plus longtemps que d'habitude, puis l'écran apparaît. Le son est similaire à celui du logo PlayStation, mais avec moins de carillons et le grincement sonore, extrêmement intense. Tristement connu pour avoir effrayé beaucoup de joueurs, dont des jeunes, ce logo est surnommé « Personnified fear » (littéralement « peur personnifiée ») par les joueurs anglophones. En réponse, cet écran noir fut remplacé par l'écran rouge cité ci-dessus sur la PSone.
Il y a aussi un autre écran noir de la mort qui est appelé « Fearful Harmony ». Il apparaît lorsque le disque inséré n'est pas au format PlayStation 1 (comme un CD d'installation de Windows, par exemple). Lorsqu'il apparaît, le fond de démarrage devient noir et le logo PlayStation se met à clignoter dans le diamant. Cet écran varie en fonction du modèle de PlayStation et du disque inséré. Le son est similaire à celui du logo PlayStation, mais il est beaucoup plus intense, car il est au ralenti.
Sur certaines PlayStation 1 vendues, il y a aussi un écran bleu de la mort s'affichant avec la phrase : « Veuillez insérer un CD-ROM au format PlayStation. ». Cet écran s'affiche quand le CD-ROM inséré n'est pas au format PlayStation.

#### PlayStation 2
La PlayStation 2 a aussi un écran de la mort, mais cette fois-ci avec ce qui est une traversée de tunnel gazeux couleur rouge sombre avec deux cubes transparents flottant dans le décor (au démarrage, ce sont des colonnes bleues). Le son ressemble beaucoup à celle du démarrage de la console que l'on peut entendre dans le menu, mais il est plus intense car il est au ralenti.
Ce problème survient quand le disque inséré n’est pas au format PlayStation 2 (ou PlayStation 1). Une phrase est alors inscrite au milieu de l’écran, en gris : « Veuillez insérer un disque au format PlayStation ou PlayStation 2 ». Même si l'on se rend dans le navigateur et que l'on insère le disque, l’écran de la mort s'affiche.
Si un disque de jeu PlayStation 1 ou PlayStation 2 est rayé ou endommagé, et que l'utilisateur va dans le navigateur, l’écran se noircit et marque en gris : « Erreur lors de la lecture du disque ».

#### PlayStation 3 et PlayStation Portable
Sur PlayStation 3 uniquement, il existe une lumière jaune de la mort (YLoD, ou Yellow Light of Death) qui indique une panne majeure de la console. Ce signal est représenté par l’affichage successif de 3 couleurs dont le jaune sur la LED lumineuse située à côté du bouton de démarrage. La LED jaune ne se manifeste jamais en dehors de cette panne (souvent due à une surchauffe). Plusieurs bips peuvente être entendus si le YLoD se manifeste.
La PlayStation 3 et la PlayStation Portable ont un écran bleu de la mort, qui apparaît quand la mémoire flash est modifiée (installation d'un logiciel non approuvé, par exemple). Cet écran est la plupart du temps bénin, il suffit d’appuyer sur la touche O et de reparamétrer sa console ; parfois, il peut arriver que la console se bloque sur le BSoD et la touche O ne résout rien, ce qui signifie que le problème est alors beaucoup plus sérieux. La console est la plupart du temps inutilisable par la suite pour un utilisateur ne sachant pas contourner le problème.
Les deux consoles ont également un écran rouge de la mort (RSoD), qui indique qu'une erreur grave s'est produite et qu'il faut contacter l'assistance technique de Sony. Ce problème était dû aux nombreuses mises à jour du système (en particulier la mise à jour 3.55 de la PlayStation 3).
Ces deux écrans de la mort s'affichent en plusieurs langues, quelle que soit la langue définie par l'utilisateur.

#### PlayStation Vita
La PlayStation Vita a un écran de la mort avec des lignes horizontales vertes sur un fond noir, qui peut se produire au démarrage de la console, après l'apparition du logo PlayStation. Un autre plantage survient également en cours de jeu lorsque le processeur graphique de la console détecte une erreur.
La console peut également présenter un message d'erreur au démarrage, indiquant qu'un problème grave s'est produit et que le « Safe Mode » (« mode sécurisé ») sera activé au redémarrage.

#### PlayStation 4
Sur la PlayStation 4, il existe deux lumières de la mort : la première, une lumière bleue de la mort, appelée « Blue Light of Death » (BLOD), qui s'allume si un composant nécessaire au fonctionnement de la console ne répond plus. Ce problème se traduit également par un écran blanc de la mort (White Screen of Death) sur le téléviseur, signifiant que la console ne peut pas démarrer.
La seconde lumière est appelée « Red Light of Death » (RLOD) (lumière rouge de la mort), qui se manifeste en cas de chauffe de la console ; elle se traduit par trois bips successifs et une mise hors tension, puis au redémarrage, un son fort est entendu et un écran bleu de la mort apparaît à l'écran. Dans certains cas, si le RLOD se manifeste alors que l'utilisateur joue, un écran bleu de la mort apparaît, indiquant que la console est trop chaude et qu'elle doit être éteinte.
Il existe aussi un écran bleu de la mort qui apparaît en cas de plantage d'un jeu ou d'une autre application (dans ce cas, cet écran ramène l'utilisateur au menu principal de la console), et un écran rouge de la mort qui peut survenir au démarrage, signifiant que la console entre dans une boucle de redémarrage infinie et ne peut pas démarrer (sur les premiers modèles de lancement uniquement).
Un problème de plantage plus grave a été repéré en février 2019 sur la console de Sony chez les joueurs d'Anthem. En effet, en cours de jeu, la console peut planter lourdement en réagissant comme si une coupure d'électricité survenait, et au redémarrage, la console affichait un écran noir de la mort, indiquant que la base de données du système de la PS4 est en cours de reconstruction. Le problème a été corrigé au fur et à mesure des mises à jour du jeu.
Lors du déploiement de la mise à jour 9 du firmware, visant à rapprocher les consoles PS4 et PS5, qui est survenu le 15 septembre 2021, de nombreux problèmes ont été observés chez certains joueurs, notamment avec une impossibilité de démarrer la console, un redémarrage en mode sans échec, des erreurs lors du lancement d'un jeu, le tout accompagné d'un code d'erreur SU, suivi du numéro de l'erreur en question.

#### PlayStation 5
Sur la PlayStation 5, lorsqu'un jeu ou une application plante, l'utilisateur est ramené au menu principal de la console, et quand il souhaite fermer le jeu ou l'application en question, un message d'erreur s'affiche à l'écran avec un code commençant par CE, suivi du numéro de l'erreur.
La console dispose d'un écran noir de la mort qui peut survenir dans les cas suivants :
- en cas de surchauffe de la console ;
- en cas de plantage du système d'exploitation ;
- si un module de type SSD incompatible avec la console a été inséré ; dans ce cas, celle-ci est inutilisable tant que le SSD incompatible n'est pas retiré de la console, qui doit être éteinte et que le SSD en question soit retiré pour être à nouveau utilisable.

#### Sony Ericsson
Sur le système d'exploitation propriétaire des téléphones de la marque Sony Ericsson, lorsque le téléphone bloque significativement à un moment donné et qu’il n’est plus en mesure de répondre, un écran blanc de la mort apparaît ; le téléphone semble s’éteindre mais revient, comme lors d’un allumage.

### Google

#### Système d'exploitation mobile Android
Sur le système d'exploitation mobile Android de Google, il n'y a pas d'écran de la mort, mais quand une application ne répond plus (ou s'arrête subitement), celui-ci affiche un message pour indiquer qu'elle a planté.
Ces bugs sont causés par des mises à jour de ces applications, mais aussi par la vieillesse de l'appareil ou de la version Android utilisée. Ils peuvent être corrigés via des mises à jour système, via « Over the Air », les logiciels des constructeurs sur PC ou via le Google Play Store s'il s'agit d'une application téléchargée depuis la boutique d'applications de Google.
Dans certains cas, il peut arriver également qu'un des processus du système d'exploitation mobile s'arrête, ce qui cause de nombreux problèmes pouvant aller jusqu'au redémarrage de l'appareil, comme cela peut être le cas avec le BSoD de Windows.

##### Android 1.0 à 3.0
Sous ces versions d'Android, le message « Désolé ! [nom de l'application, suivi du nom du processus associé] ne répond pas. », accompagné d'un triangle d'exclamation, apparaît avec la possibilité d'attendre ou de forcer l'arrêt de l'application.

##### Android 4.0 à 4.4
Sous Android 4.0 à 4.4, le message de plantage (affiché sous la forme suivante : « L'application [nom de l'application] ne répond pas, voulez-vous quitter ? ») propose trois choix : envoyer un rapport d'erreur à Google, patienter jusqu'à ce que l'application réponde, ou l'arrêter.
Parfois, le message est affiché sous la forme suivante : « Malheureusement, [nom de l'application] s'est arrêté. ». Dans ce cas, seul l'envoi d'un rapport d'erreur est proposé.

##### Android 5 et 6
Le message d'erreur d'Android 5 Lollipop et Android 6 Marshmallow est affiché dans cette forme : « [nom de l'application] s'est arrêté. ». Les choix proposés restent inchangés comme sur Android 4.4 KitKat.

##### Android 7 Nougat
Avec Android 7 Nougat, Google a ajouté les options « Mute app until restart » (« arrêter l'appli au redémarrage »), « Restart » (« redémarrage » de l'appli) et « Reset and restart » (« réinitialiser et redémarrer » l'application), tout en modifiant en profondeur le message de plantage avec l'intégration d'icônes.

##### Android 9 Pie et versions plus récentes
Sous Android 9 Pie et les versions plus récentes, le message de plantage d'une application a été effacé, de manière à faire en sorte que l'application se ferme toute seule en cas de plantage (sauf si l'application n'arrive pas à répondre à une requête de l'utilisateur ou qu'elle s'arrête de manière systématique).
Néanmoins, il est possible de faire réapparaître ce message en activant une option dans les paramètres d'Android destinés aux développeurs.

#### Chromecast
Sur la passerelle HDMI multimédia Google Chromecast, il existait sur les anciennes versions du logiciel intégré un écran bleu de la mort, qui s'affiche si l'appareil (branché au téléviseur ou à un écran compatible avec la source HDMI) n'arrive pas à se connecter à Internet : sur cet écran, des instructions permettant de résoudre le problème de connexion (qui peut changer en fonction de la nature du problème) ainsi qu'un lien vers un site internet consacré à l'assistance sont affichés.
Parfois, cet écran de la mort survient malgré le fait qu'aucun message d'erreur ne soit affiché sur le routeur, et il suffit de redémarrer le Chromecast pour résoudre le problème.
Sur les dernières versions du firmware intégré, Google a remplacé cet écran bleu par un écran noir de la mort doté d'icônes animées et parfois avec un code d'erreur coloré.

#### Navigateur Web Chrome
Sur la version pour Windows du navigateur web Google Chrome, un écran blanc de la mort pouvait survenir si le navigateur détecte qu'un onglet n'est pas utilisé, pour cacher son contenu et réduire la consommation des ressources de l'ordinateur.
Ce problème repose sur une fonctionnalité cachée (flag) appelée « WebContents occlusion », accessible à l'adresse chrome://flags, où d'autres fonctionnalités cachées de Chrome sont proposées.
À la suite de la découverte de ce problème, Google a immédiatement retiré la fonctionnalité et a présenté ses excuses aux utilisateurs.

### Autres appareils

#### Décodeur TV Orange
Si un décodeur TV de la marque Orange n'arrive pas à se connecter à Internet depuis une Livebox, un message orange sur fond blanc apparait avec deux messages différents en fonction du fabricant : 
- pour le modèle conçu par Samsung, deux choix (ignorer ou réessayer) ;
- pour la version fabriquée par Sagemcom, des instructions pour le connecter.

#### Décodeur TV Freebox HD
Si une Freebox HD n'arrive pas à se connecter à une Freebox, un message d'erreur « Rock 'n roll » apparaîtra au milieu de l'écran. En bas à gauche, des instructions s'affichent pour détailler toutes les procédures faites par la Freebox pour tenter de se reconnecter : 
- si le message apparaît au démarrage de la Freebox HD, le message est affiché sur fond noir ;
- s’il apparaît durant son utilisation, le message est écrit sur le fond de l'état de la Freebox avant l'apparition du message. Il y a un carré noir au niveau du texte « Rock 'n roll » et un carré noir au niveau des textes de procédures de la Freebox HD.

Un redémarrage peut être nécessaire pour quitter cet écran.

## Les BSoD dans la fiction

### Jeux vidéo
- Dans Eternal Darkness, une des illusions causées par la perte de santé mentale est de voir le jeu planter en affichant un BSoD puis s'effacer après un instant.
- Dans SWAT 4, de nombreux ordinateurs sont aperçus affichant un BSoD.
- Dans la version française d’Unreal Tournament 3, les Robots de la Liandri (des hommes-machines) s’exclament avec fanatisme juste avant de mourir « Je vois l’Écran Bleu », conférant ainsi avec humour une fonction religieuse au phénomène.
- Dans Portal 2, avant chaque salle, le personnage arrive dans une zone aux murs recouverts d'écrans, lesquels diffusent une vidéo explicative. Pour symboliser le délabrement avancé du complexe, au bout d'un certain chapitre, ces écrans n'affichent plus qu'un BSoD parodique.
- Dans Half-Life, au début du jeu (à l'accueil du centre de recherche de Black Mesa), un « Barney » (garde) essaye de réparer son ordinateur qui a planté et où l'on peut voir un BSoD.
- Dans Grand Theft Auto: Online, on peut voir trois ordinateurs, dont un qui affiche un BSoD grâce à un glitch en traversant les murs de la tour de contrôle de la base militaire et en y montant à l'avant-dernier étage.
- Dans Borderlands 2, dans la base du Faucon Ardent, on peut apercevoir plusieurs écrans. L'un d'entre eux affiche un BSoD contenant un texte humoristique que l'on peut lire en visant l'écran avec la lunette d'un fusil de précision.
- Dans Scribblenauts Unlimited, il est possible de faire apparaître un BSoD en l'écrivant. Il a alors vaguement l'apparence d'une feuille de papier bleue sur laquelle sont écrites des choses illisibles en blanc.
- Dans Tom Clancy's The Division, on peut voir à certains endroits des ordinateurs avec un BSoD.
- Sur la carte multijoueur « Zanzibar » de Halo 2, Microsoft semble prendre avec humour le BSoD puisqu'il en place un lorsqu'on active un ordinateur, portant la mention « WAC ».
- Dans le jeu XCOM 2, la munition « blue screen » provoque davantage de dégâts sur les unités robotiques.
- Dans le jeu indépendant Pony Island, après avoir supprimé les trois « fichiers core », un BSoD apparaît réclamant de faire un dump (copie brute) du système.

### Télévision
- Dans la série Person of Interest, le premier épisode de la cinquième saison est intitulé « BSoD ».
- Dans la série Mr. Robot, de nombreuses références sont liées aux BSoD, notamment lors de l'épisode 4 de la saison 4.